# Pulvermagazin Bremen
Das Pulvermagazin und das Wärterhaus in Bremen-Gröpelingen, Ortsteil Oslebshausen, An der Fuchtelkuhle 13/15, stammen von 1879.
Die Gebäude stehen seit 2001 unter Bremischem Denkmalschutz.

## Geschichte

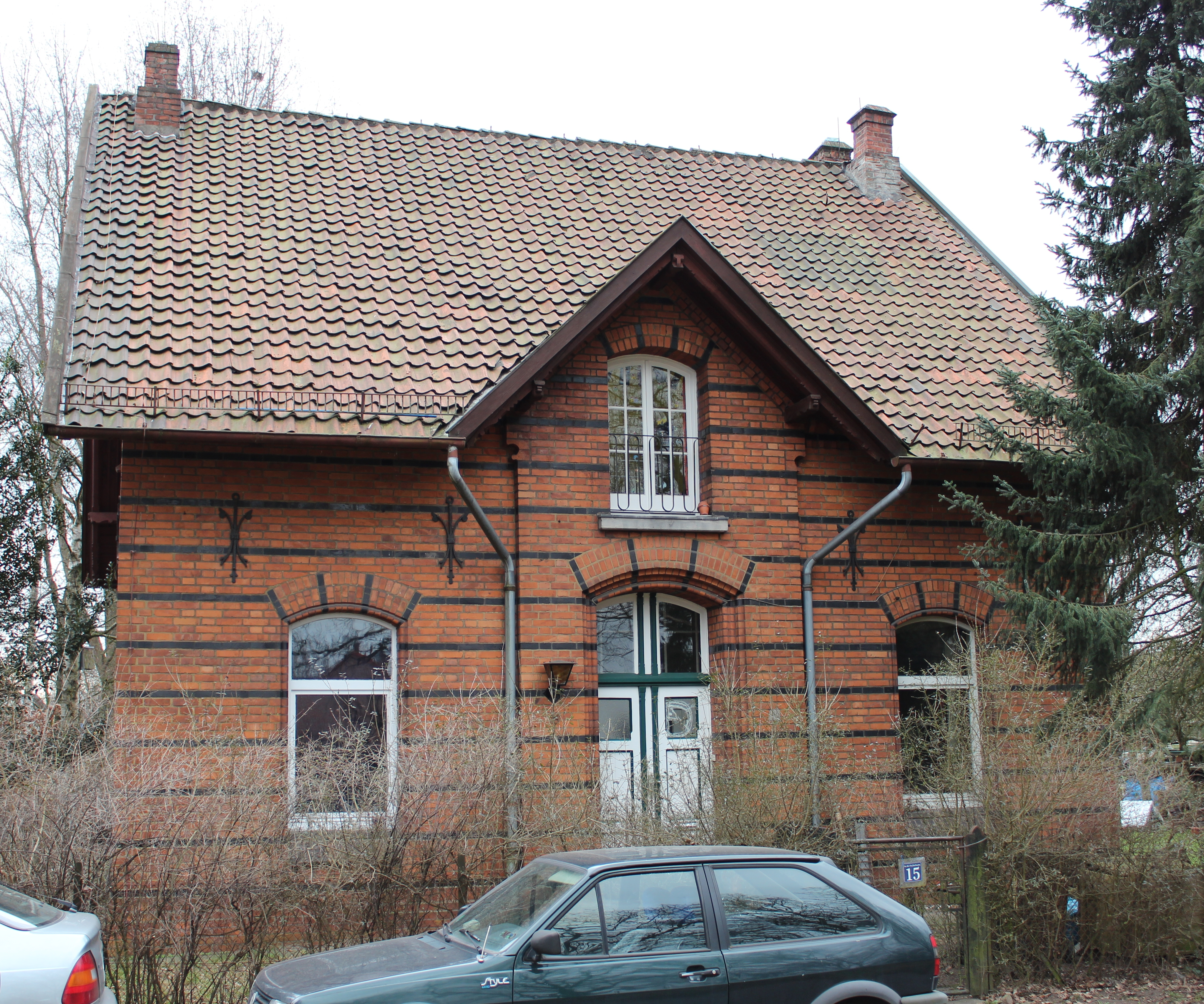
Wärterwohnhaus

Bremer Pulvertürme mit Pulvermagazinen befanden sich  im Mittelalter zunächst in den drei Rundtürmen beim
- Ostertorzwinger, der kleinste Pulverturm von 1514, explodierte 1624, wiedererrichtet
- Stephanitorzwinger, Bräutigam genannt, ein größerer Turm von 1525/34 beim Stephanitor, explodierte 1647
- Herrlichkeitzwinger, genannt Braut, der größte Turm von 1522, auf einer Halbinsel der Weser, explodiert 1739.

Schießpulver wurde dann in den Pulverhäusern der Forts in der Bremer Stadtbefestigung, heute Bremer Wallanlagen, dann auf einer Insel im Stadtgraben nahe dem Doventor (1810–1813) und am Pulverberg (zuvor Galgenberg) in Walle (1829–1879) gelagert. Die dort zunehmende Besiedlung machte eine Verlegung erforderlich.
Das eingeschossige historisierende  Magazin mit dem verklinkerten rundbogigen Durchfahrtsportaltor mit dem Bremer Wappen nach Plänen von Johannes Rippe wurde 1879 an einer damals siedlungsarmen hochwassersicheren Sanddüne (Struckenberg) in der Grambker Feldmark nahe der damals so benannten Grambker Chaussee (heute Oslebshauser Heerstraße) gebaut.
Das Landesamt für Denkmalpflege Bremen befand: „Das neue Grambker Pulvermagazin diente ... zur Verwahrung aller sicherheitsrelevanten Pulvermengen. Dabei handelte es sich vor allem um gebührenpflichtig einzulagernde Handelsware privater Eigentümer, aber auch um Bestände des örtlichen Militärs ...“
Das eingeschossige neogotische verklinkerte Wärterwohnhaus von 1879 mit einem Drempeldachgeschoss dem Mittelrisalit als Eingang und den Gewändeprofilen aus Formsteinen stammt auch von Rippe. Es wurde zwischenzeitlich die Hausmeisterwohnung der Schule Auf den Heuen.
Rippe plante in Bremen u. a. auch die Friedenskirche an der Humboldtstraße, die Justizvollzugsanstalt Oslebshausen (JVA) und die Immanuel-Kapelle, Elisabethstraße 17/18.